# Giveaway of the Day
Giveaway of the Day는 매일 유료로 판매하는 소프트웨어 하나를 정해 24시간 동안만 무료로 배포하는 웹사이트로 2006년 10월 26일 출범했다. 이 사이트에서 받은 소프트웨어는 무제한 무료로 사용할 수 있지만, 다운로드 기한이 지난 후 새 컴퓨터를 구입하거나 소프트웨어를 삭제한 후 다시 소프트웨어를 설치하려면 정가를 내고 소프트웨어를 구입하여야 한다. 2006년 12월 8일에는 Game Giveaway of the Day라고 하는, 게임을 하루 동안 무료로 배포하는 새 사이트를 제작했다.
Giveaway of the Day 웹사이트는 영어를 포함해 스페인어, 독일어, 이탈리아어, 포르투갈어, 일본어 등 여러 언어로 운영되고 있다.